# Melissa Greeff
Melissa Greeff (ur. 15 kwietnia 1994 w Kapsztadzie) – południowoafrykańska szachistka, pierwsza arcymistrzyni w historii tego kraju (tytuł otrzymała w 2009 roku).

## Kariera szachowa
W 2007 r. zdobyła w Algierze srebrny medal igrzysk afrykańskich. Na przełomie 2007 i 2008 r. podzieliła III-V m. w mistrzostwach Afryki juniorów do 20 lat, za ten wynik otrzymując tytuł mistrzyni międzynarodowej. W 2008. zadebiutowała w narodowej drużynie na szachowej olimpiadzie w Dreźnie, zdobywając na II szachownicy 8 pkt w 10 partiach (najlepszy wynik w zespole). W 2009 r. zdobyła tytuł mistrzyni Afryki juniorek do 20 lat, podzieliła II-III m. w cyklicznym turnieju First Saturday w Budapeszcie (edycja FS07 FM-A), natomiast w Trypolisie odniosła największy sukces w dotychczasowej karierze, zdobywając tytuł mistrzyni Afryki kobiet. Za to osiągnięcie Międzynarodowa Federacja Szachowa przyznała jej tytuł arcymistrzyni. Wynik ten zapewnił jej również udział w rozegranym w Antiochii w 2010 r. pucharowym turnieju o mistrzostwo świata (w I rundzie przegrała z Humpy Koneru i odpadła z dalszej rywalizacji. W tym samym roku po raz drugi w karierze wystąpiła na szachowej olimpiadzie, rozegranej w Chanty-Mansyjsku (na I szachownicy zdobyła 6½ w 11 partiach).
Najwyższy ranking w karierze osiągnęła 1 lutego 2013 r., z wynikiem 2126 punktów zajmowała wówczas 1. miejsce wśród szachistek Republiki Południowej Afryki.